# Dineutron
Das Dineutron ist ein Teilchen, das aus zwei Neutronen besteht. Beobachtet wurde es erstmals 2012 im National Superconducting Cyclotron Laboratory (NSCL) der Michigan State University während des Zerfalls des künstlichen neutronenreichen Isotops 16Be (12 Neutronen statt 5 wie beim stabilen Isotop). Das entstehende Dineutron war sehr kurzlebig. Das Dineutron selbst ist wie das Diproton nicht gebunden, wenn auch nahe an der Stabilitätsgrenze. Die Erklärung dafür ist wie beim Diproton in einer Kombination aus Pauli-Prinzip (mit der Folge, dass die Neutronen ein Singulett mit antiparallelen Spins bilden) und der Spin-Abhängigkeit der Kernkraft (stärker bei parallelem Spin der Nukleonen) zu suchen.
Man hatte schon zuvor bei anderen neutronenreichen Kernen wie Helium-10 und Wasserstoff-5 versucht, Zerfälle mit Emission von Dineutronen zu beobachten, doch war dort die Emission einzelner Neutronen bevorzugt. Bei Beryllium-16 wäre aber der bei Emission eines einzelnen Neutrons entstehende Zwischenkern noch instabiler als der Ausgangskern. Hinweise darauf, dass die Neutronen –  wie von der Theorie vorhergesagt – in neutronenreichen Kernen mit gerader Neutronenzahl wie Helium-6 und -8 Paare bilden (Pairing in Form von Cooper-Paaren), gab es schon vorher.
In der Reihe der Neutronen-Cluster ist das Dineutron der kleinste Vertreter. Der einzige bekannte gebundene Zustand dieser Reihe ist der Neutronenstern. Hier ist aber anders als beim Dineutron nicht die Kernkraft, sondern die Gravitation für die Bindung verantwortlich. Daneben gibt es umstrittene experimentelle Hinweise auf ein gebundenes Tetraneutron.